# 玛格丽特·阿德勒
玛格丽特·阿德勒（德語：Margarete Adler，1896年2月13日—1990年4月10日），奥地利女子跳水、游泳运动员。她曾代表奥地利参加1912年和1924年夏季奥林匹克运动会，其中1912年奥运会获得一枚铜牌。